# 1027
1027 је била проста година.

## Догађаји
- Википедија:Непознат датум — Владавина арапске династије Абадида у Севиљи у данашњој Шпанији (од 1023. до 1091).
- Цар Конрад II је постао цар „Светог римског царства“ (крунисан у Ватикану) и оснивач Салијске династије на њеном престолу.
- Краљ Данске Кнут Велики стиже у Рим. Присуствује крунисању Конрада II.
- Цар Конрад II је доделио свом сину Хајнриху III титулу војводе Баварске.
- Пољски краљ Мјешко II је уступио територију Словачке Мађарској, што је омогућило склапање пољско-мађарског савеза против Светог римског царства.
- Ричард III постаје војвода Нормандије, али умире исте године, а титула прелази на његовог брата, Роберта Ђавола.
- Крунисање Анрија I у Ремској катедрали. Легенда о Светој чаши (посуди са смирном) и политичка моћ Ремске надбискупије постали су разлози да катедрала постане стално место крунисања француских владара.
- Ширење ислама међу Печењезима и борба против печењешких хришћана.